# 中川大輔 (ラジオDJ)
中川 大輔（なかがわ だいすけ、1989年4月5日 - ）は、日本のタレント、ラジオパーソナリティ。
愛知県名古屋市出身。

## 来歴
1989年4月5日、愛知県名古屋市出身。
天白高校、南山大学経営学部卒業。大学在学中にアメリカ・アリゾナ州立大学へ留学し、心と体のサイズがアメリカナイズされる。
留学中に勉強をしながら聴いたラジオがきっかけで、ラジオが持つ「リスナーとの距離の近さや親しみやすさ」に惹かれる。
帰国後は、地元・名古屋にあるラジオ局・ZIP-FMが主宰している『ZIP-FM ナビゲーター&ナレータースクール』に通い、ラジオDJとMCを目指す。スクールの修了後は一旦、テレビ局でADとして勤務する。
その後、コミュニティラジオ局でラジオDJのキャリアを開始するが、ラジオのADも経験しており、スクールで世話になったZIP-FMで南城大輔およびAZUSAのADを担当。
こうした経緯を経て、2017年4月に清里千聖、石川舜一郎と共にZIP-FMのナビゲーター(ZIP-FMでのラジオDJの呼称)として本格的にラジオDJの活動を始めた。
「たくさんの人の心を動かせるナビゲーター」と自身の目標を掲げている。
2025年よりバンテリンドームナゴヤで行うプロ野球公式戦で中日ドラゴンズのスタジアムMCを担当することになった。主に平日の試合を主に担当する。

## 人物

### 趣味
趣味は「アウトドア」「BBQ」「旅先でのショットグラス収集」であり、好きが高じてバーベキューインストラクターの資格も取得している。また、剣道（二段）やバスケットボール、英会話を特技としており、TOEICで920点を取得している。

### ZIP-FMの出演者やスタッフとの関係
元OS☆Uのメンバーでキャプテンも務めていた清里千聖とは同じ名古屋の出身で、前述しているように2017年4月にデビューをした同期である。また、清里も『ZIP-FM ナビゲーター&ナレータースクール』の修了生で、それぞれ中川が7期生、清里が11期生である。
小林拓一郎は、『ZIP-FM ナビゲーター&ナレータースクール』の恩師であり、tTimeでは彼の代打出演も担当している。

## 出演番組

### ラジオ

#### 現在
ZIP-FM
- SATURDAY ON FLEEK（毎週土曜 10:00～13:00、2022年4月～）
- d-Tunes（毎週日曜 23:30～0:30、2022年4月～）

#### 過去
ZIP-FM
- STEP5（毎週土曜・日曜 5:00～6:00、2017年4月1日 - 2018年3月31日）
- STEP6（毎週土曜・日曜 6:00～7:00、2018年4月1日 - 2020年3月29日）

上記の2番組は週末の土曜日と日曜日の朝に放送されており、番組名にある数字も放送開始時刻に合わせた数字となっている。
- GENZ（毎週月曜～木曜 23:00～25:00、2020年4月1日 - 2022年3月31日）
※野田つばさ、石井七瀬と共に担当。中川は全曜日に出演していた。[注釈 1][注釈 2]

##### 代打出演
ZIP-FM
- tTime（2020年2月24日 - 2020年2月27日[4]）- 小林拓一郎の代打
- J-BREAK（2021年4月5日）- ジェイムス・ヘイブンスの代打
- RADIO ORBIT（2021年6月20日・2022年4月3日）- クリス・グレンの代打
- Z-BIZ.（2021年10月4日）- 荒戸完の代打
- High! MORNING!（2021年11月22日・23日）- MEGURUの代打
- Otonationary（2022年4月24日）- AZUSAの代打
- SUPER CAST（2022年7月20日・21日）- 町田こーすけの代打
- BlissfulTime（2022年9月21日・22日）- 小林拓一郎の代打

#### 特番
新年を迎えるラジオの特番で2020年、2021年と2年連続で担当していた。
- ZIP-FM FRIDAY NIGHT SPECIAL 野田愛実 Girl's Latte Returns（2020年8月12日）
- ZIP-FM NEW YEAR SPECIAL START IT UP! 2020（2020年1月1日）※高樹リサと担当。[5]
- ZIP-FM NEW YEAR SPECIAL MIX FES. 2021（2021年1月1日）※南城大輔、澤田修、BANTY FOOT(JUN)がGUEST MIXで登場している。[6]

### テレビアニメ
2021年
- シキザクラ（男性役）

### CM
- ファミリーマート「1個買うと、1個もらえるコール」第1週（2022年～）[7]

### MC
- 中日ドラゴンズ スタジアムMC（2025年 - ）[3]